# Clusia clusioides
Clusia clusioides är en tvåhjärtbladig växtart som först beskrevs av August Heinrich Rudolf Grisebach, och fick sitt nu gällande namn av D'arcy. Clusia clusioides ingår i släktet Clusia och familjen Clusiaceae. Inga underarter finns listade i Catalogue of Life.